# Agra
 Agra (Hindi आगरा Āgrā) ist eine etwa 1,7 Millionen Einwohner zählende Stadt im Westen des Bundesstaats Uttar Pradesh in Indien. Sie war mit Unterbrechungen von 1526 bis 1648 die Hauptstadt des Mogulreiches und weist mehrere zum UNESCO-Weltkulturerbe zählende Stätten auf. 

## Geografie und Klima

### Lage
Agra liegt etwa 220 km (Fahrstrecke) südöstlich der indischen Hauptstadt Delhi im fruchtbaren Schwemmland des Flusses Yamuna in einer Höhe von ca. 168 mü. d. M. In der Umgebung der Stadt gibt es keine natürlichen Stein- und Felsvorkommen; so bestehen alle Bauten früherer Zeiten in ihrem Kern aus Ziegelsteinen und wurden mit rotem Sandstein oder mit Marmor aus Rajasthan verkleidet.

### Klima
Die Tagestemperaturen können in den Monaten Mai, Juni und Juli 40 °C erreichen, die Nachttemperaturen liegen immer noch bei knapp 30 °C; in der Monsunzeit (Mitte Juli bis Anfang Oktober) kühlt es sich um etwa 10 °C ab. Im Winter liegen die Tagestemperaturen bei etwa 20 bis 25 °C, nachts kann das Thermometer bei geringer Bewölkung bis auf etwa 3 °C absinken.
Die Klimakrise hat in weiten Teilen Indiens zu einer drastischen Verknappung des Trinkwassers geführt. Die Auswirkungen sind in besonderem Maße in Agra spürbar. So gehört die Stadt zu jenen 21 bedeutenden indischen Städten, deren Grundwasserreserven nach Berechnungen der Regierungsagentur NITI Aayog im Jahr 2020 vollständig aufgezehrt sein werden.
|                       | Jan  | Feb  | Mär  | Apr  | Mai  | Jun  | Jul   | Aug   | Sep   | Okt  | Nov  | Dez  |   |       |
| Mittl. Tagesmax. (°C) | 22,3 | 25,5 | 31,9 | 37,9 | 41,7 | 40,7 | 35,3  | 33,2  | 34,0  | 34,0 | 29,2 | 23,9 | ⌀ | 32,5  |
| Mittl. Tagesmin. (°C) | 7,7  | 10,3 | 15,5 | 21,5 | 26,5 | 28,9 | 26,8  | 25,7  | 24,3  | 19,1 | 12,5 | 8,2  | ⌀ | 19    |
|                       |      |      |      |      |      |      |       |       |       |      |      |      |   |       |
| Niederschlag (mm)     | 13,2 | 17,6 | 9,3  | 6,3  | 11,3 | 55,7 | 203,3 | 243,2 | 129,7 | 24,8 | 4,3  | 6,1  | Σ | 724,8 |
|                       |      |      |      |      |      |      |       |       |       |      |      |      |   |       |
| Regentage (d)         | 1,6  | 1,5  | 1,6  | 1,1  | 2,0  | 4,7  | 13,6  | 13,7  | 6,5   | 1,5  | 0,6  | 0,8  | Σ | 49,2  |
|                       |      |      |      |      |      |      |       |       |       |      |      |      |   |       |
| Luftfeuchtigkeit (%)  | 64   | 55   | 45   | 35   | 34   | 46   | 72    | 77    | 67    | 54   | 56   | 64   | ⌀ | 55,8  |

| 7,7 |

| 10,3 |

| 15,5 |

| 21,5 |

| 26,5 |

| 28,9 |

| 26,8 |

| 25,7 |

| 24,3 |

| 19,1 |

| 12,5 |

| 8,2 |

| 7,7 |

| 10,3 |

| 15,5 |

| 21,5 |

| 26,5 |

| 28,9 |

| 26,8 |

| 25,7 |

| 24,3 |

| 19,1 |

| 12,5 |

| 8,2 |

| N i e d e r s c h l a g | 13,2 | 17,6 | 9,3 | 6,3 | 11,3 | 55,7 | 203,3 | 243,2 | 129,7 | 24,8 | 4,3 | 6,1 |
|                         | Jan  | Feb  | Mär | Apr | Mai  | Jun  | Jul   | Aug   | Sep   | Okt  | Nov | Dez |

## Bevölkerung
Offizielle Bevölkerungsstatistiken werden erst seit 1991 geführt und veröffentlicht.
| Jahr      | 1991    | 2001      | 2011      |
| Einwohner | 891.790 | 1.275.134 | 1.585.704 |

Viele Einwohner sind in der zweiten Hälfte des 20. Jahrhunderts aus den ländlichen Regionen zugewandert. Man spricht Hindi und manchmal auch ein wenig Englisch. Der männliche Bevölkerungsanteil ist – wie im Norden Indiens üblich – deutlich höher als der weibliche.

### Religionen
Der überwiegende Teil der Bevölkerung sind Hindus (ca. 80,5 %) und Muslime (ca. 15,5 %); religiöse Minderheiten bilden Jains (ca. 1 %) sowie Sikhs, Buddhisten, Christen (jeweils ca. 0,5 %) und andere (ca. 1,5 %). 
Seit dem Jahr 1886 ist Agra Sitz eines katholischen Erzbistums.

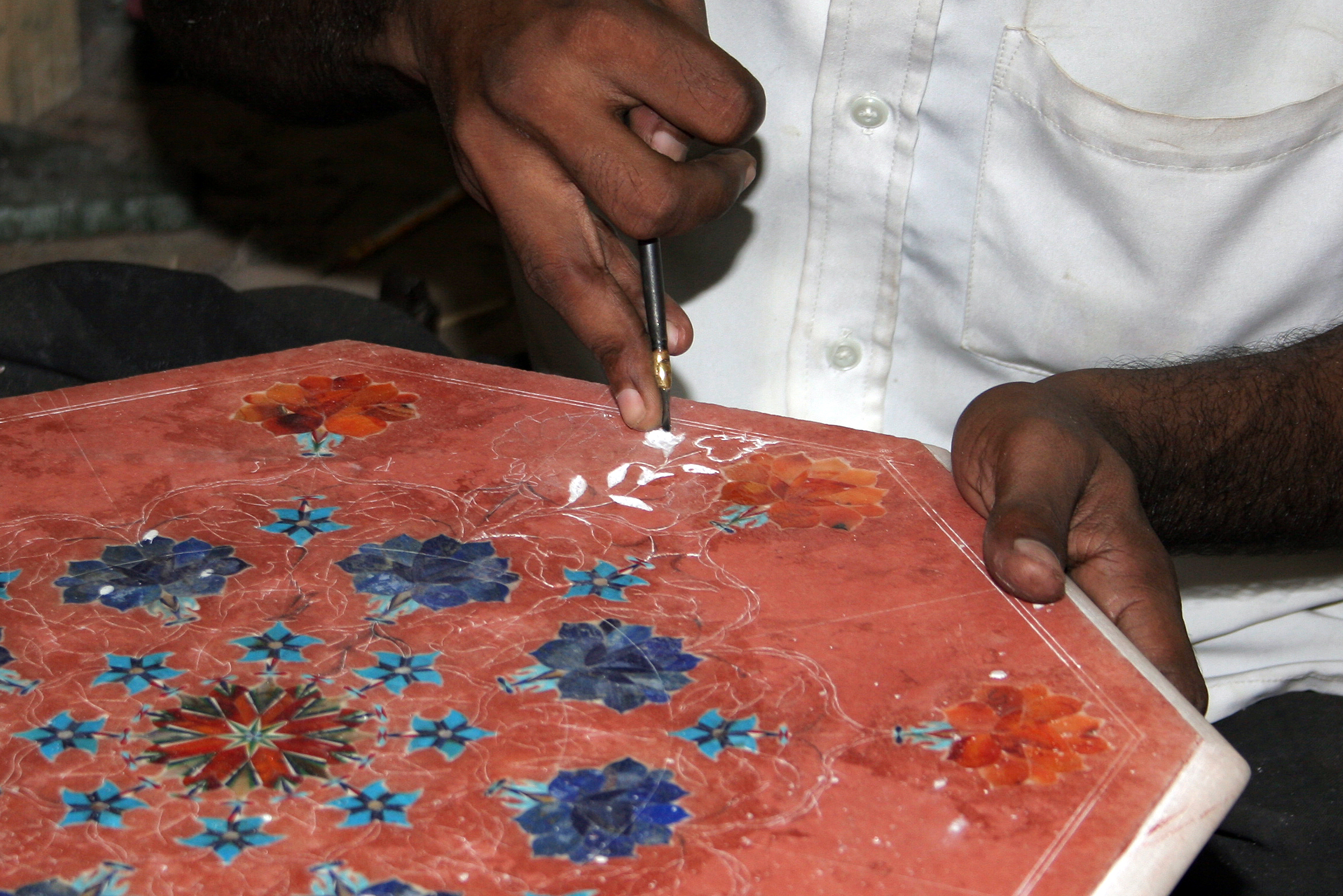
Intarsienarbeiten

## Wirtschaft
Seit alters her haben sich in der Stadt Handwerker und Händler angesiedelt; mittlerweile sind auch Kleinindustrie und Dienstleistungsunternehmen aller Art (Banken, Versicherungen, Hotels etc.) hinzugekommen. Berühmt sind die Handwerker von Agra wegen der Herstellung feinster Intarsienarbeiten in Pietra-Dura-Technik. Das Taj Mahal macht Agra zu einer der von Touristen am meisten besuchten Städte Indiens; die für Europäer klimatisch beste Besuchszeit sind die Wintermonate Oktober bis Februar.

## Geschichte
Die Geschichte Agras reicht in das Altertum zurück, wo sie im Mahabharata unter dem Namen Agrevaṇa (Sanskrit अग्रेवण) erwähnt wird. Im Jahr 1080 wurde die Stadt von Heereseinheiten der aus Afghanistan stammenden muslimischen Ghaznawiden eingenommen. Die heutige Stadt wurde zu Beginn des 16. Jahrhunderts von Sikandar Lodi angelegt, der auch die Hauptstadt des Sultanats von Delhi hierher verlegte. Im Zuge der Eroberung des Sultanats durch Babur fiel Agra 1526 an die Moguln. Babur hielt sich häufig in Agra auf und legte den Ram Bagh an, einen der ersten Mogulgärten. Die Blütezeit Agras begann mit dem Regierungsantritt Akbars (reg. 1556–1605), der die Stadt ausbaute, und hielt bis in die Regierungszeit Aurangzebs (reg. 1658–1707) an. Mit dem Niedergang des Mogulreiches verlor auch Agra an Bedeutung. Unter den Briten war Agra seit 1836 – neben Lucknow und Allahabad – eine der Hauptstädte der North-Western Provinces und ab 1902 der United Provinces of Agra and Oudh.

## Sehenswürdigkeiten

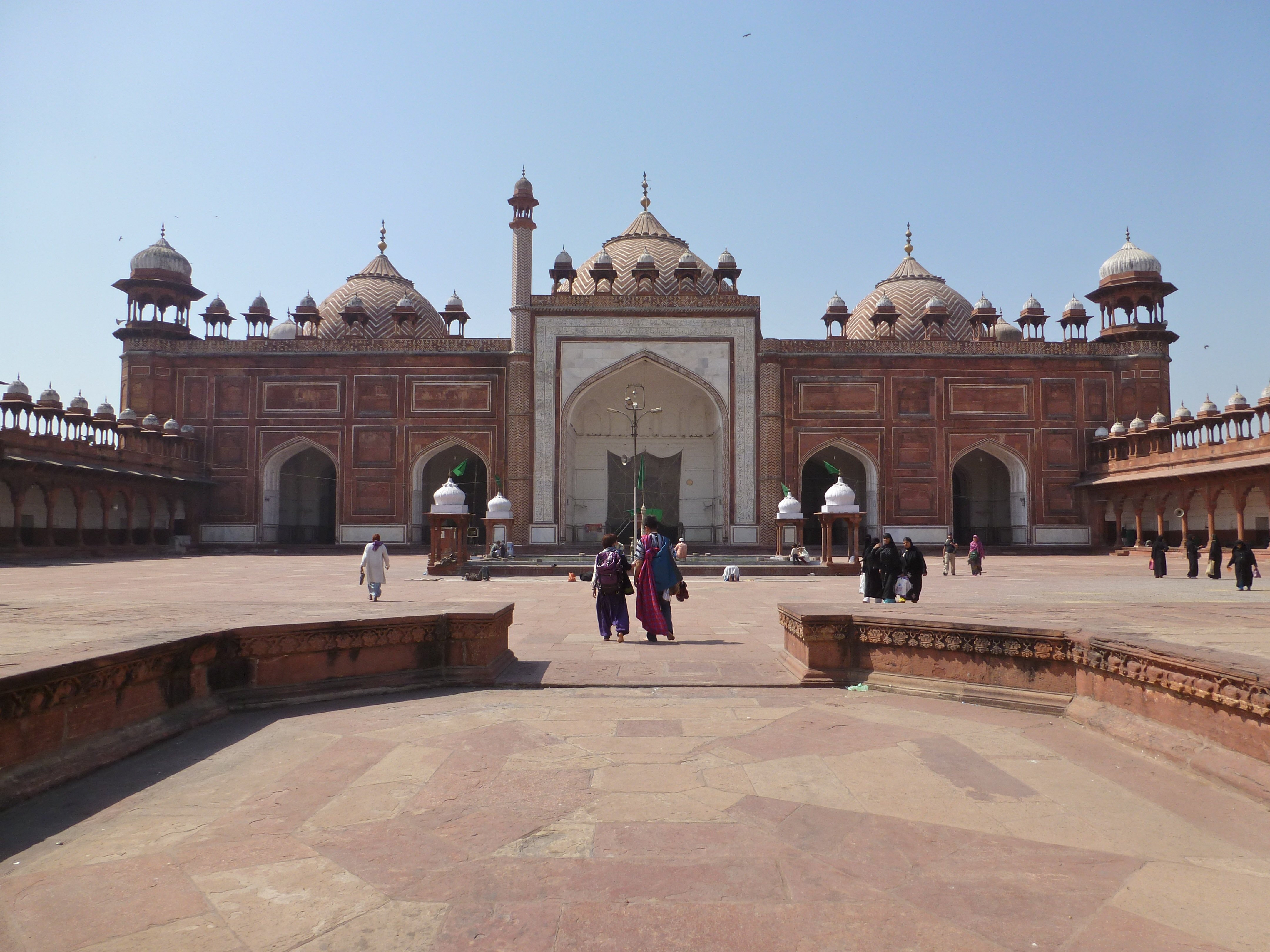
Freitagsmoschee (Jama Masjid)

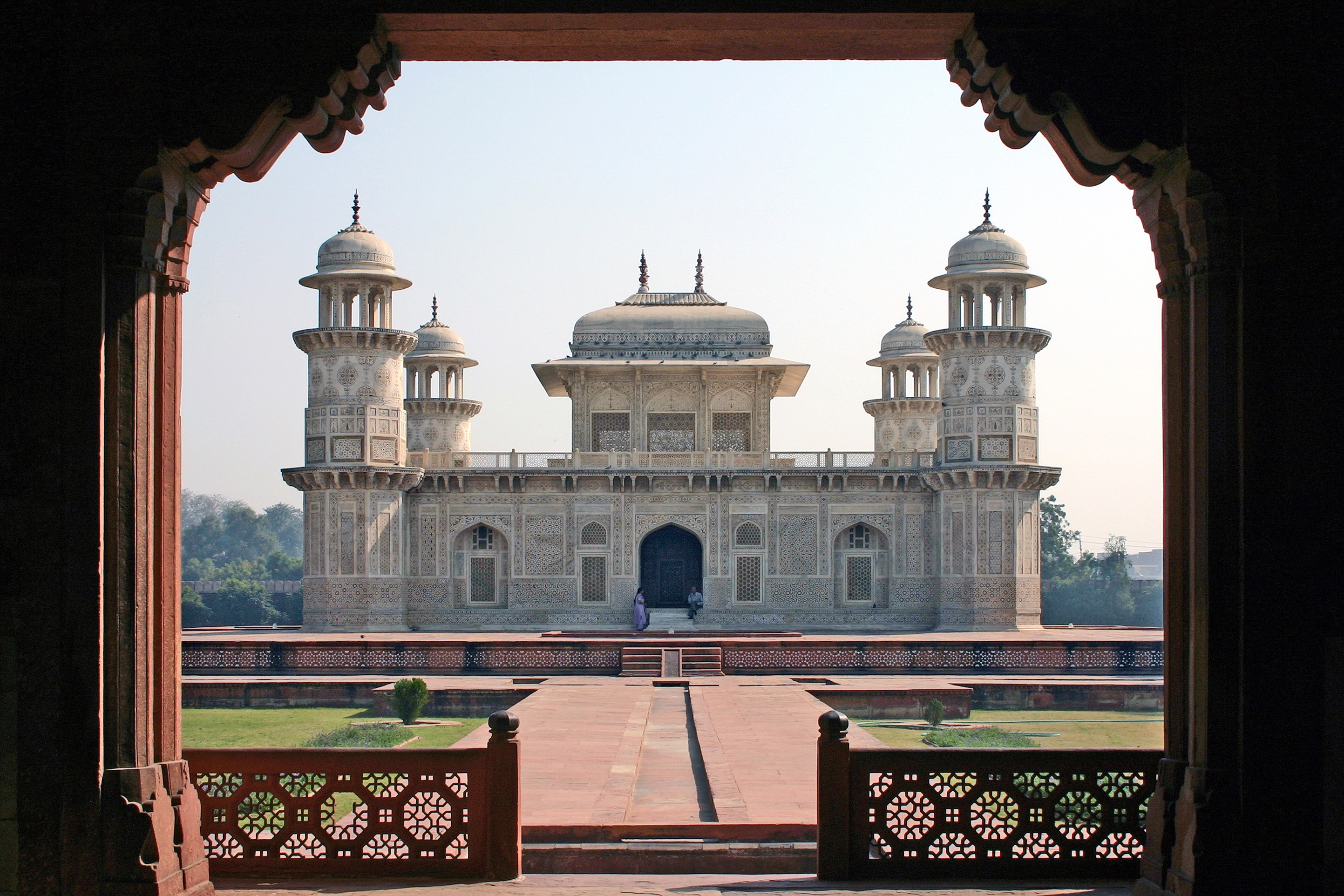
Itimad-ud-Daula-Mausoleum

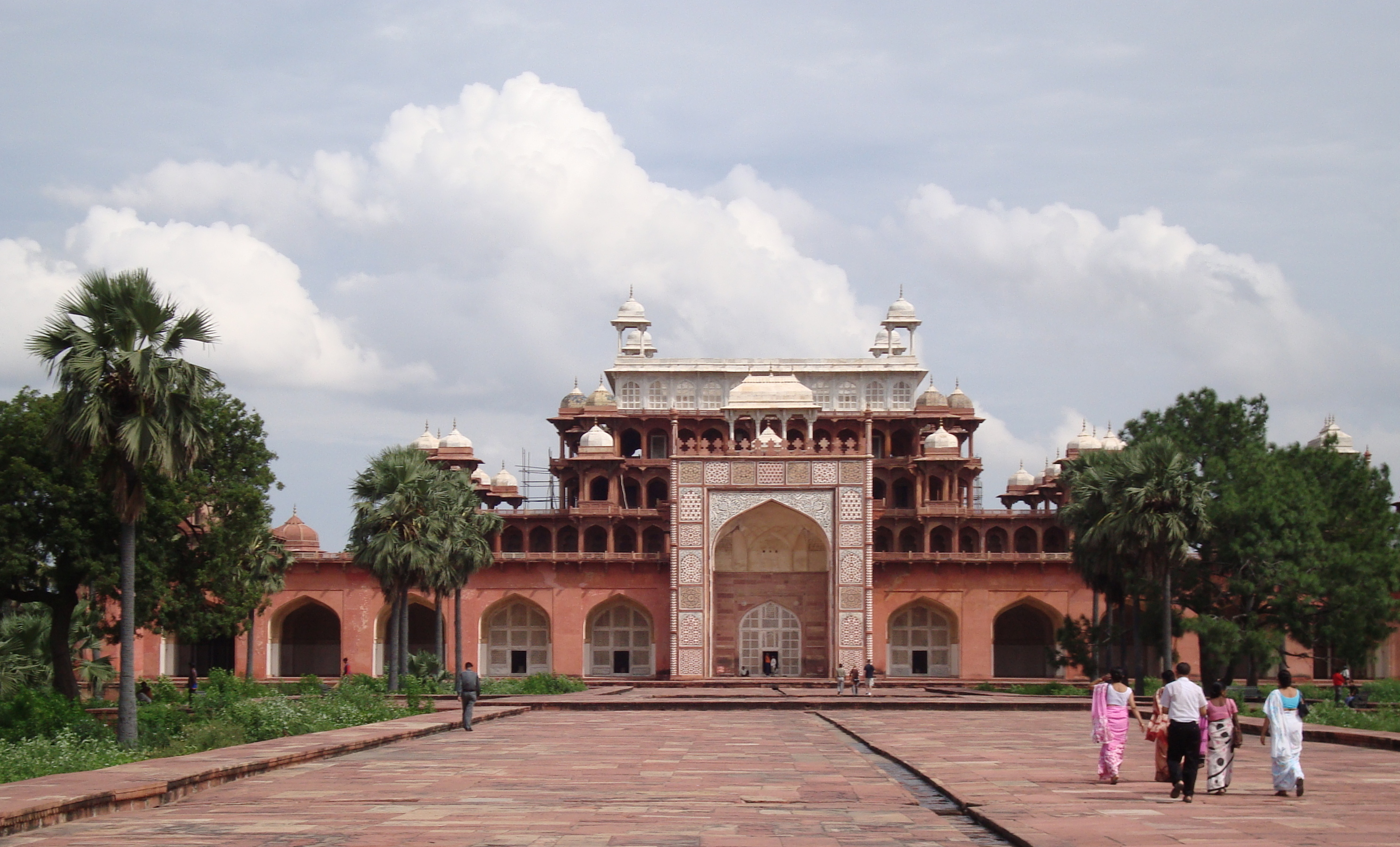
Akbar-Mausoleum, Sikandra

- Das von 1565 bis 1571 begonnene Rote Fort mit dem später hinzugefügten Palast von Shah Jahan und der Perlmoschee (Moti Masjid) sowie die Freitagsmoschee (Jama Masjid) stehen am Rande der Altstadt.
- Weitaus berühmter ist das Taj Mahal, das Shah Jahan von 1631 bis 1648 in Agra als Mausoleum für seine Gattin Mumtaz Mahal und sich selbst erbauen ließ. Dort befindet sich auch eine Anlage, um das traditionelle Spiel Pachisi mit lebenden Figuren zu spielen.
- Weniger bekannt ist das auf der Ostseite des Yamuna befindliche Itimad-ud-Daula-Mausoleum, welches Nur Jahan 1628 für ihren Vater Mirza Ghiyas Beg, den unter seinem Ehrentitel Itimad-ud-Daula (‚Stütze des Staates‘) bekannten Premierminister Jahangirs erbauen ließ. Als erstes Mogul-Bauwerk wurde es vollständig mit Marmor verkleidet und begründete damit einen Stilwandel in der Architektur der damaligen Zeit.
- Ein selten besuchtes Mausoleum ist das im Jahr 1635 erbaute und ehemals mit vollständig mit farbigen Steininkrustationen überzogene Chini ka Rauza, das Grabmal des aus Persien stammenden Ersten Ministers von Shah Jahan – Allāma Afzal Khāl Mullā Shukrullāh.
- Ein Kuriosum ist das um 1805 für den in Diensten der aufständischen Marathen stehenden englischen Offizier John Hessing auf dem christlichen Padresanto-Friedhof von Agra erbaute Mausoleum (Red Taj).
- In Agra befinden sich drei bedeutende katholische Kirchen – die bereits im Jahr 1598 erbaute, aber nach völliger Zerstörung durch Shah Jahan unter Verwendung der alten Steine im Jahr 1636 wiederaufgebaute Church of Akbar, die in direkter Nachbarschaft stehende, im Jahr 1848 eingeweihte spätere Kathedrale (Cathedral of the Immaculate Conception) und die im Jahr 1923 fertiggestellte St. Mary’s Church (mittlerweile umbenannt in Church of Our Lady of Good Health).

außerhalb
- Etwa 8 km nördlich, im Stadtteil Dayalbagh, befindet sich das im frühen 20. Jahrhundert begonnene, aber immer noch im Bau befindliche Tempel-Mausoleum für Shiv Dayal Singh, den Gründer der Radhasoami-Satsangi-Religion.
- Etwa 10 km nordwestlich, im Ortsteil Sikandra, liegt – umgeben von einem großen Garten, in welchem auch Rehe, Affen und Pfauen leben – das kuppellose Akbar-Mausoleum. Nicht weit entfernt steht das Grabmal der Hinduprinzessin Mariam uz-Zamani, einer seiner Gemahlinnen (Mariam’s Tomb).
- Nur 40 km westlich von Agra befindet sich die alte Hauptstadt Akbars des Großen, Fatehpur Sikri, die nach wenigen Jahren vermutlich wegen Wassermangels aufgegeben wurde. Heute ist die zum Weltkulturerbe zählende Stadt mit großer Moschee und Palästen ein beliebtes Ausflugsziel von Agra.

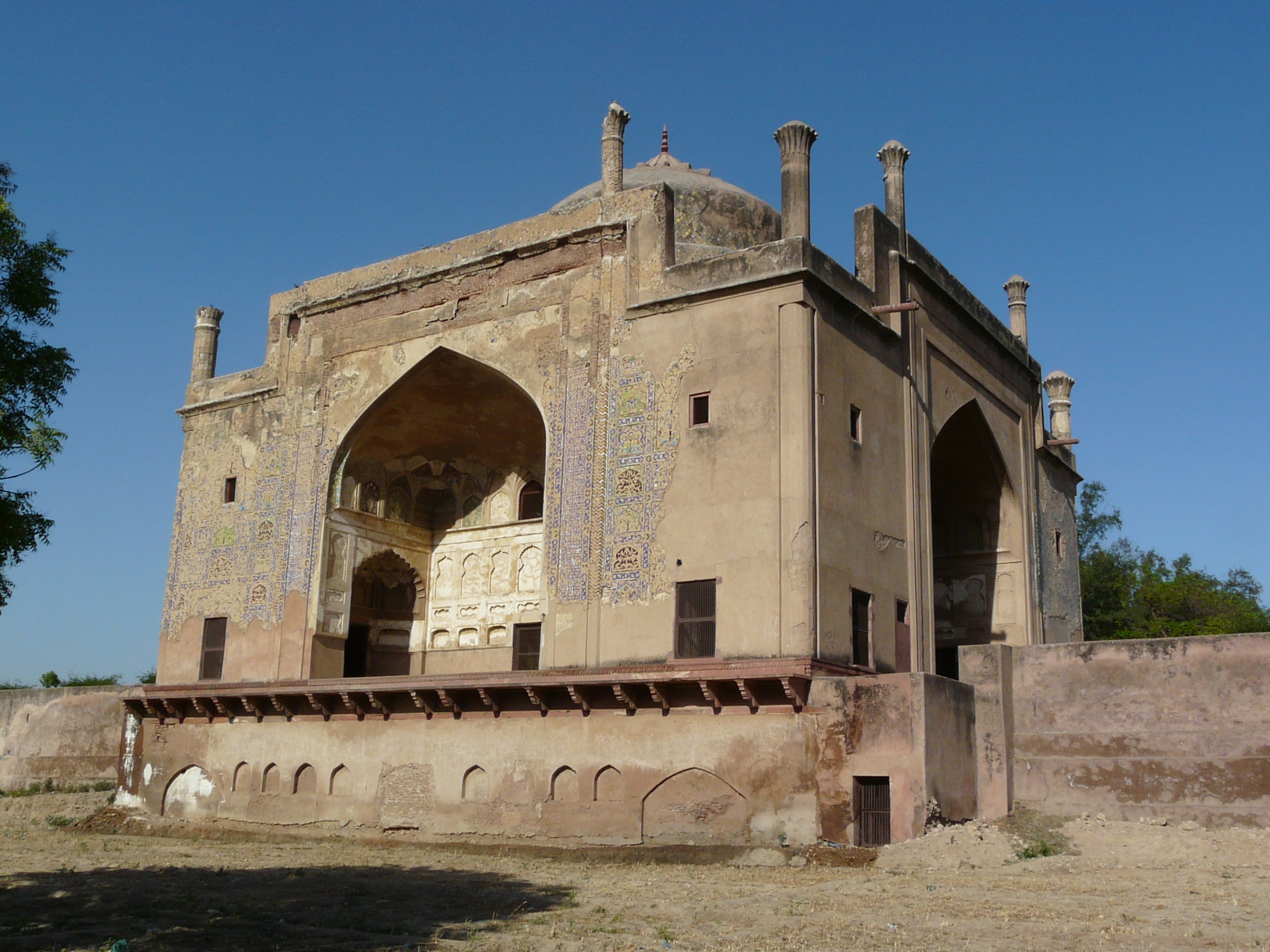
Chini ka Rauza
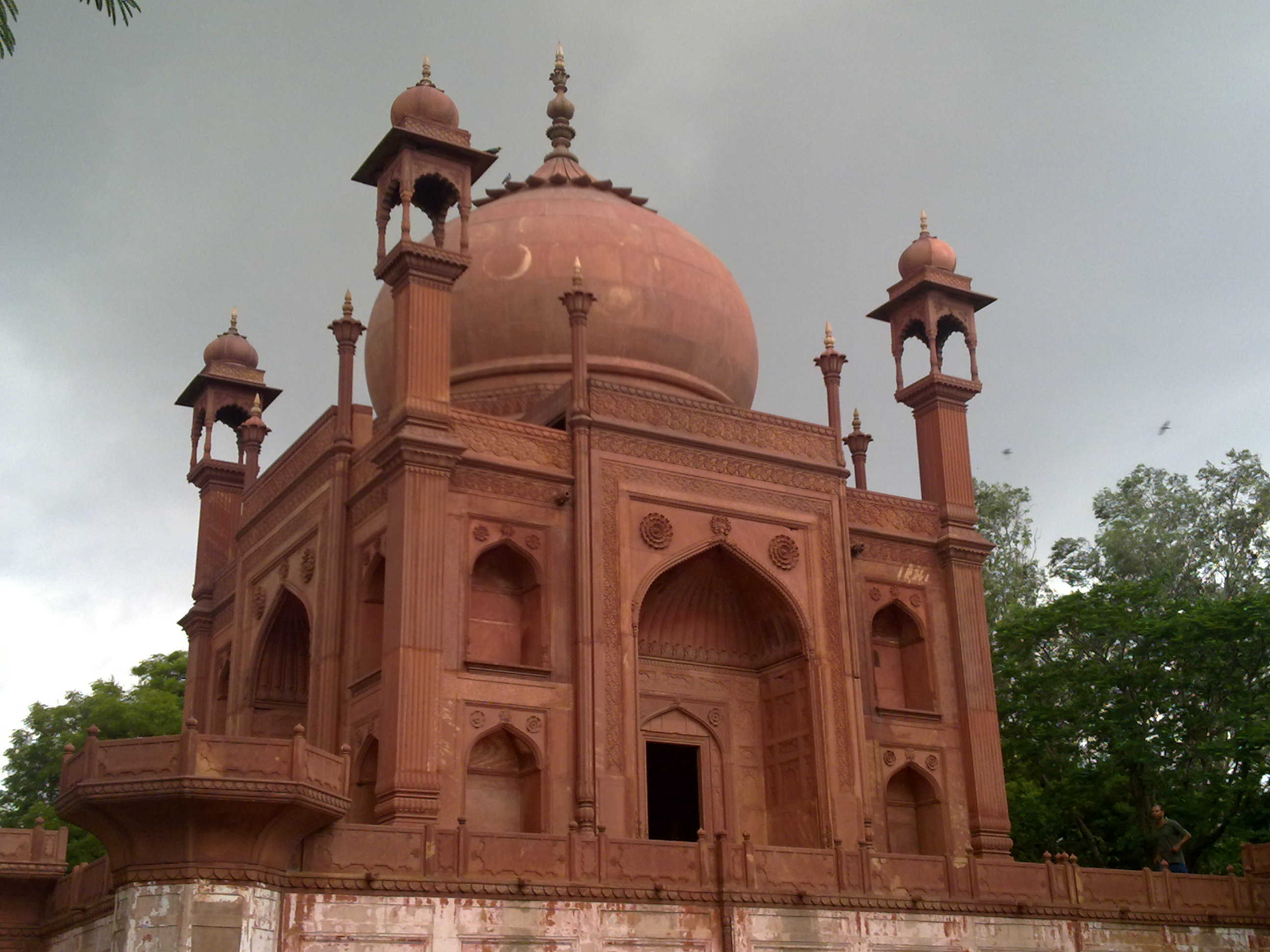
Grabmal John Hessings (Red Taj)
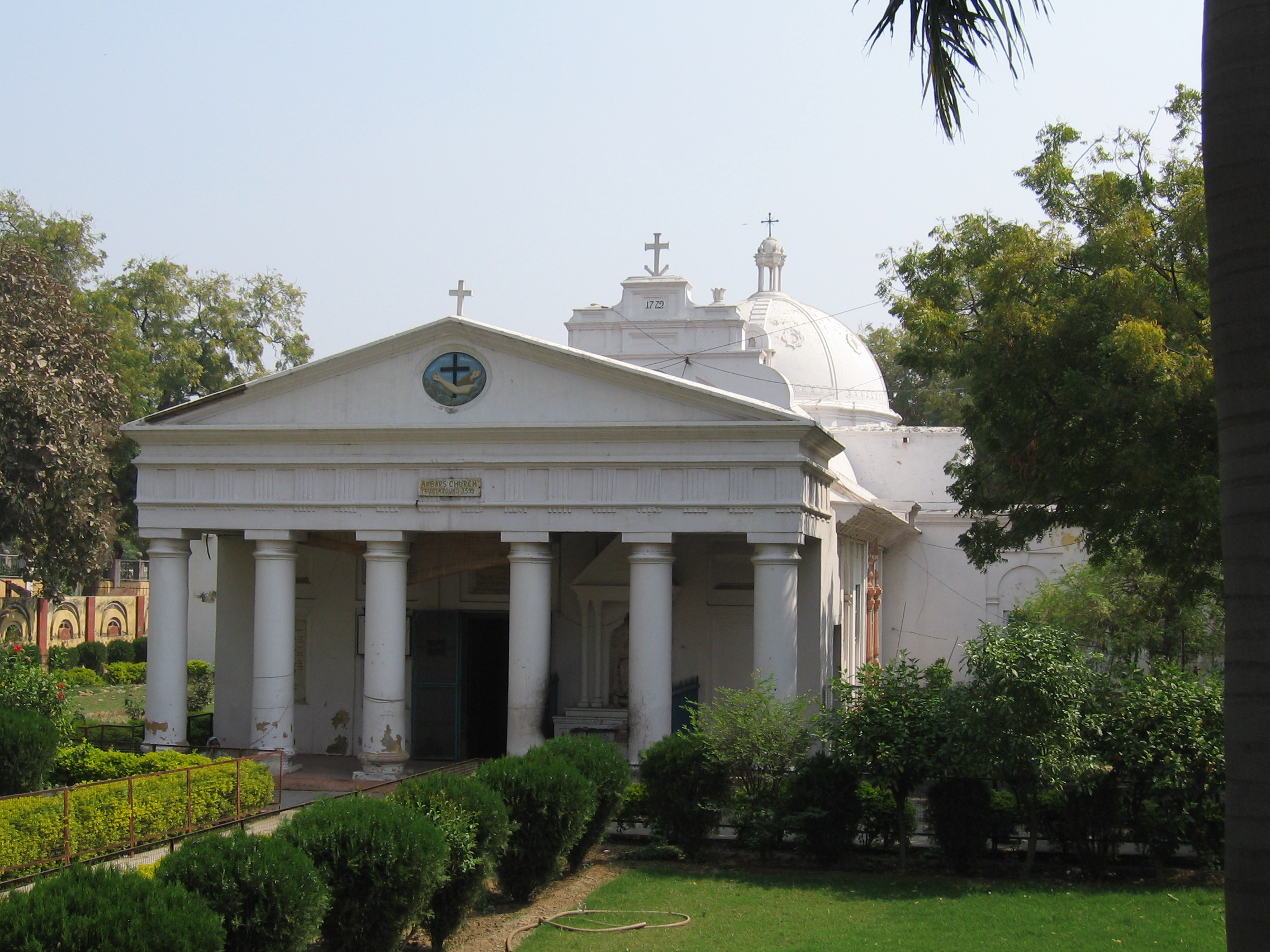
Akbar’s Church
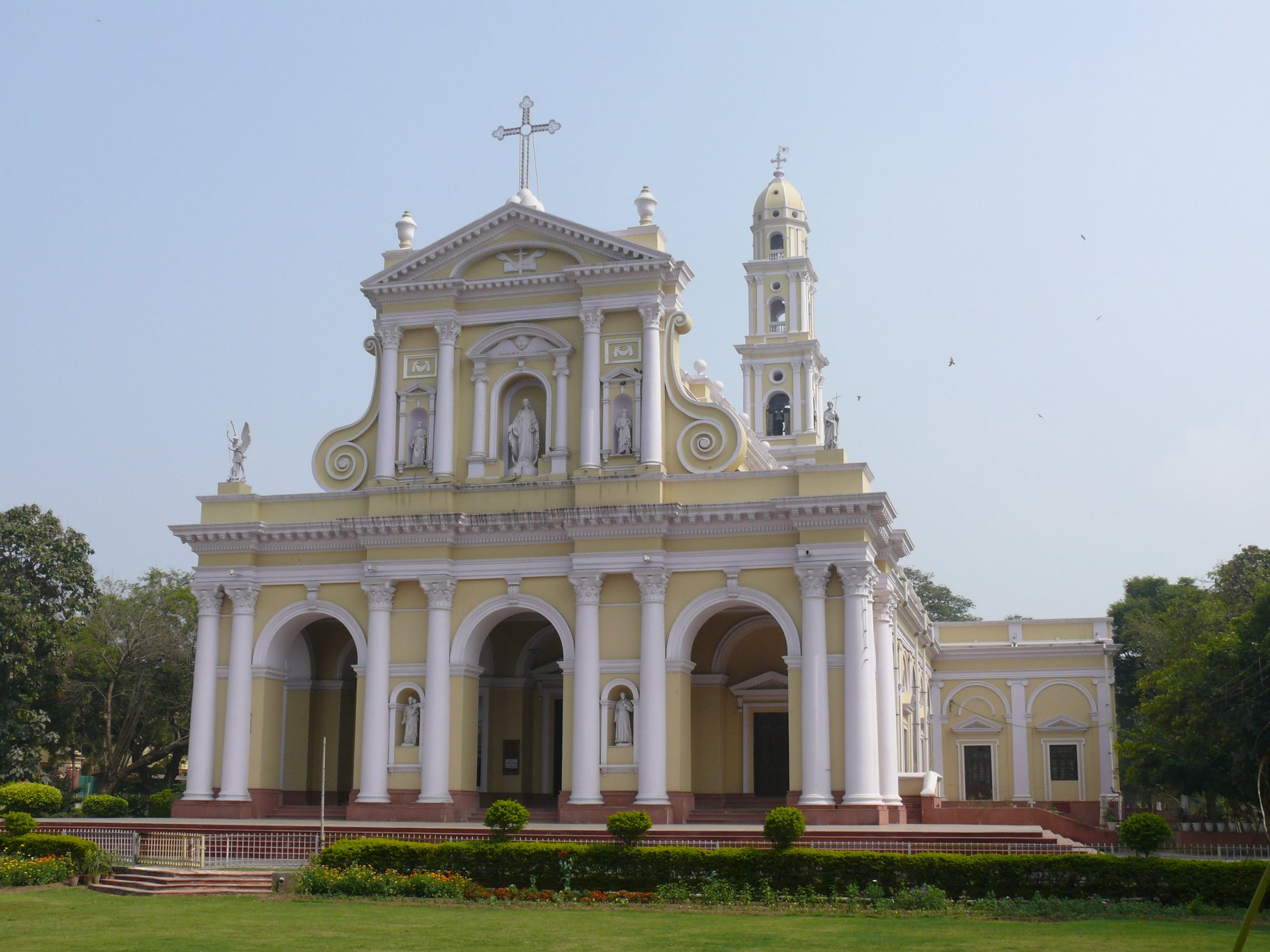
Kathedrale
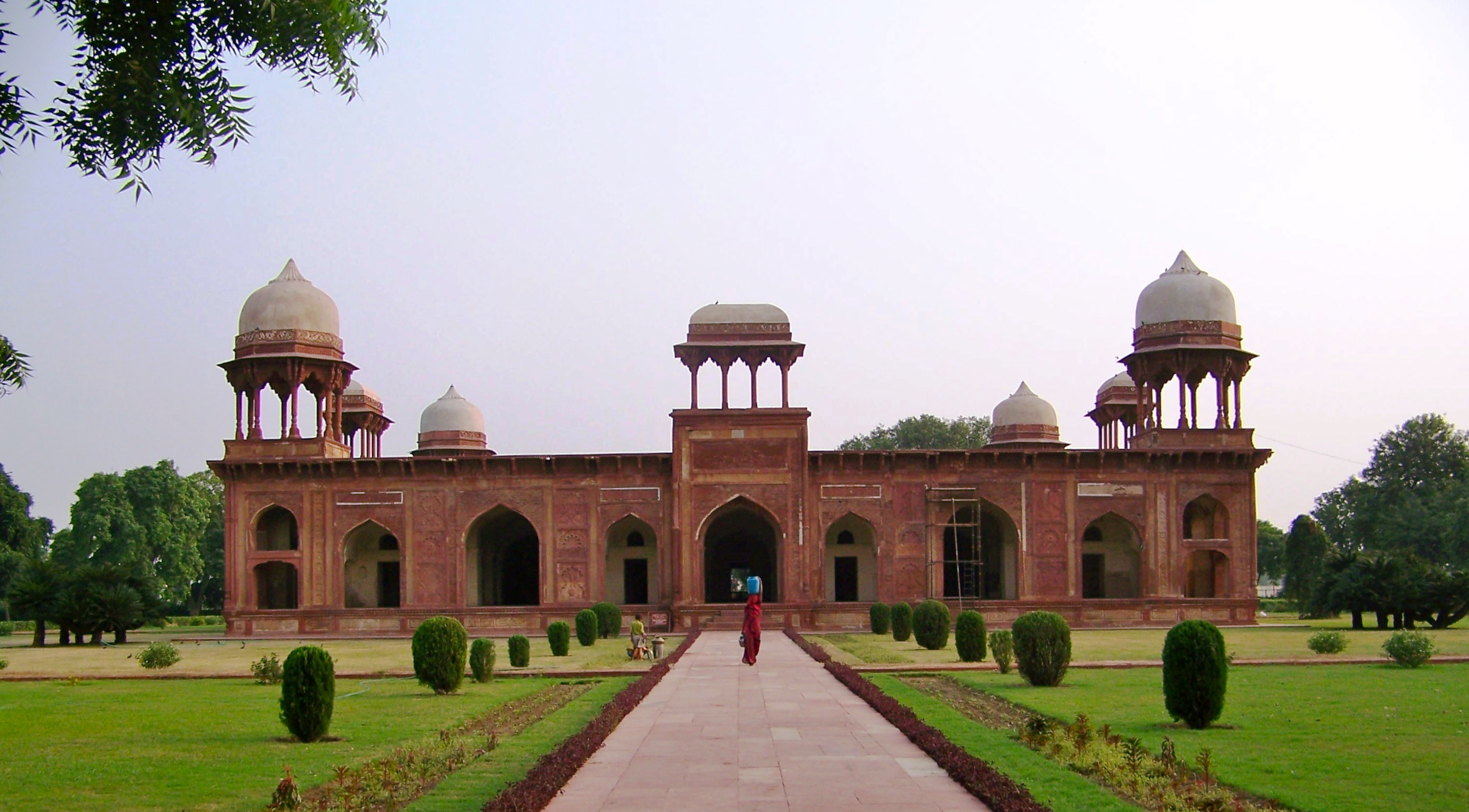
Mausoleum von Mariam uz-Zamani
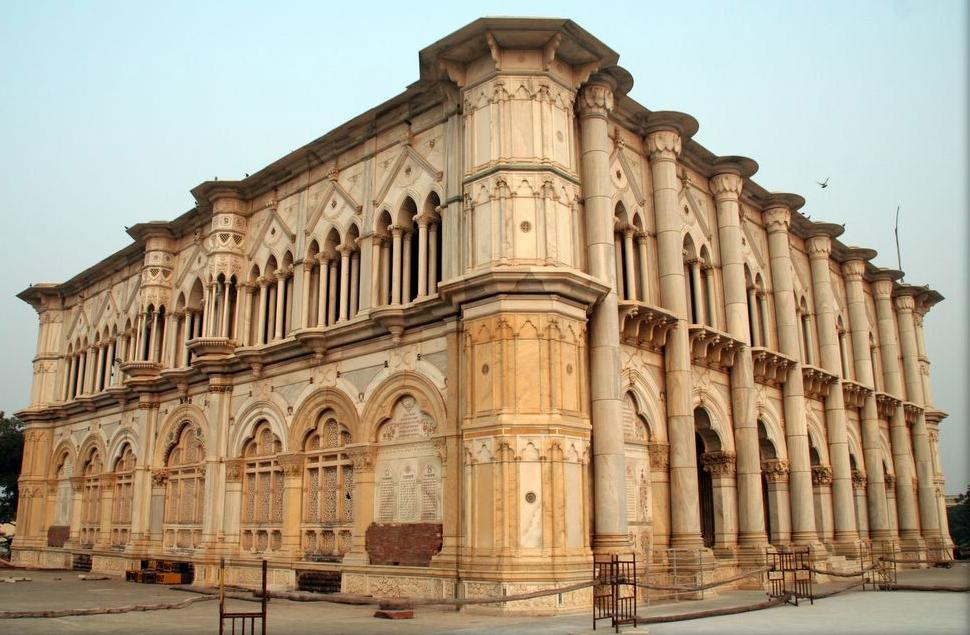
Soami Bagh Samadh in Dayalbagh

## Persönlichkeiten
- Mumtaz Mahal (1593–1631), Hauptfrau von Prinz Khurram, dem späteren 5. Großmogul Shah Jahan; ihr zu Ehren wurde das Taj Mahal erbaut.
- Azim ush Shan (1664–1712), zweitältester Sohn Bahadur Shahs I.
- Mirza Ghalib (1797–1869), Dichter
- Imdad Khan (1848–1920), indischer Sitar- und Surbaharspieler, Sänger und Komponist
- Uma Nehru (1884–1963), Politikerin und Publizistin
- Fayaz Khan (1886–1950), Sänger klassischer hindustanischer Musik und Komponist
- Raj Krishna Tandon (1910–1986), Diplomat
- Akhtar Hameed Khan (1914–1999), Entwicklungs-Aktivist und Sozialwissenschaftler, leistete Pionierarbeit im Bereich der Mikrokredite
- Ignatius Menezes (* 1936), römisch-katholischer Priester und Bischof von Ajmer
- Mamnoon Hussain (1940–2021), pakistanischer Geschäftsmann und Politiker, Präsident von Pakistan (2013–2018)
- Alok Sharma (* 1967), britischer Politiker der Conservative Party
- Madhur Mittal (* 1987), Schauspieler
- Sonia Balani (* 1991), Schauspielerin
- Poonam Yadav (* 1991), Cricketspielerin